# Chata Vrátna
Chata Vrátna – słowackie schronisko turystyczne, położone u wylotu doliny Vratnej w Małej Fatrze (Mała Fatra Krywańska). Obiekt znajduje się na wys. 740 m n.p.m., obok dolnej stacji kolei gondolowej Vrátna – Chleb i jest własnością SOŠS.

## Historia i warunki pobytu

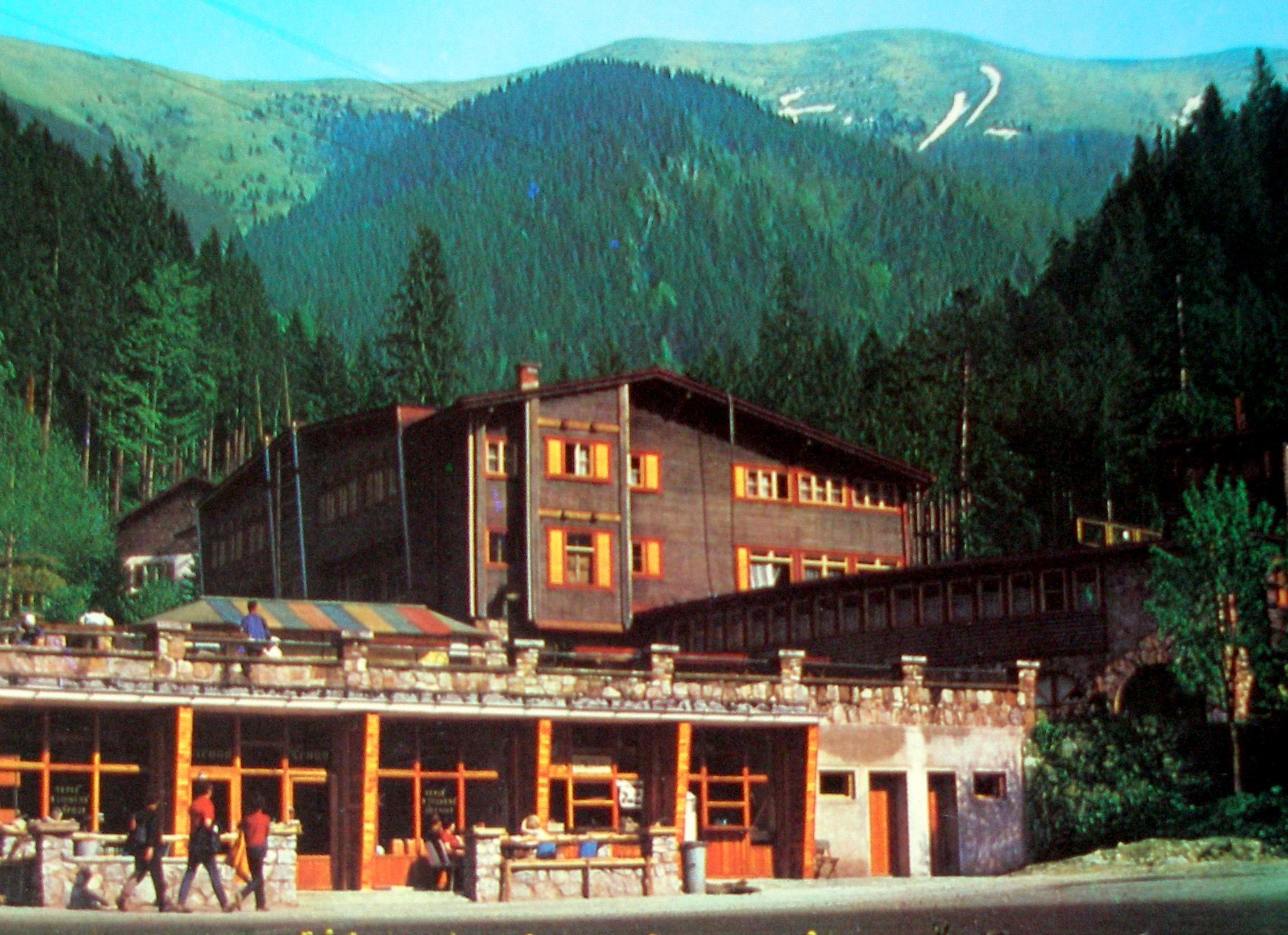
Chata Vrátna w 1972 roku

Obiekt powstał w latach 50. XX wieku. W lipcu 2014 roku, podczas nagłej powodzi w dolinie Vratnej, z chaty trzeba było ewakuować 67 osób. Po tym zdarzeniu obiekt przez pewien czas pozostawał nieczynny.
Schronisko dysponuje 50 miejscami noclegowymi w pokojach 2, 3 i 4 osobowych, urządzono w nim również turystyczną kuchnię. W budynku funkcjonuje również restauracja na 80 osób.

## Szlaki turystyczne
- Chata Vrátna - Snilovské sedlo (1524 m n.p.m.) - Chata pod Chlebom - Šútovo
- Chata Vrátna - Chata na Grúni - Poludňový grúň (1450 m n.p.m.)
- Chata Vrátna - Cmentarz Ofiar Gór w Małej Fatrze